# روبرت ستوكس (رسام رسوم متحركة)
روبرت ستوكس (بالإنجليزية: Robert Stokes)‏ هو رسام رسوم متحركة أمريكي، ولد في 19 أبريل 1908، وتوفي في 17 فبراير 1980 في بالم سبرينغس في الولايات المتحدة.

## وصلات خارجية
- روبرت ستوكس على موقع IMDb (الإنجليزية)
- روبرت ستوكس على موقع قاعدة بيانات الفيلم (الإنجليزية)